# Hapalémur gris
Hapalemur griseus
Espèce
Statut de conservation UICN

 VU A2cd : Vulnérable
Statut CITES
Répartition géographique
L'Hapalémur gris (Hapalemur griseus) est un lémurien endémique de Madagascar.

## Description
L'hapalémur gris mesure environ 66 cm de long pour un poids de 0,9 kg. Le mâle est légèrement plus grand que la femelle.

### Sous-espèces
Selon ITIS (5 septembre 2017) :
- Hapalemur griseus gilberti Rabarivola, Prosper, Zaramody, Andriaholinirina & Hauwy, 2007  En danger
- Hapalemur griseus griseus (Link, 1795)  Vulnérable
- Hapalemur griseus ranomafanensis Rabarivola, Prosper, Zaramody, Andriaholinirina & Hauwy, 2007  Données insuffisantes

## Comportement
Cette espèce vit en groupe d'environ 4 individus mais parfois jusqu'à 40 peuvent être observés ensemble.

## Alimentation
Il se nourrit principalement de bambous (72 %), puis d'herbes (16 %), de fruits (5 %) et de feuilles (4 %). Les femelles mangent généralement plus que les mâles lorsqu'elles sont en gestation ou qu'elles allaitent.

## Galerie

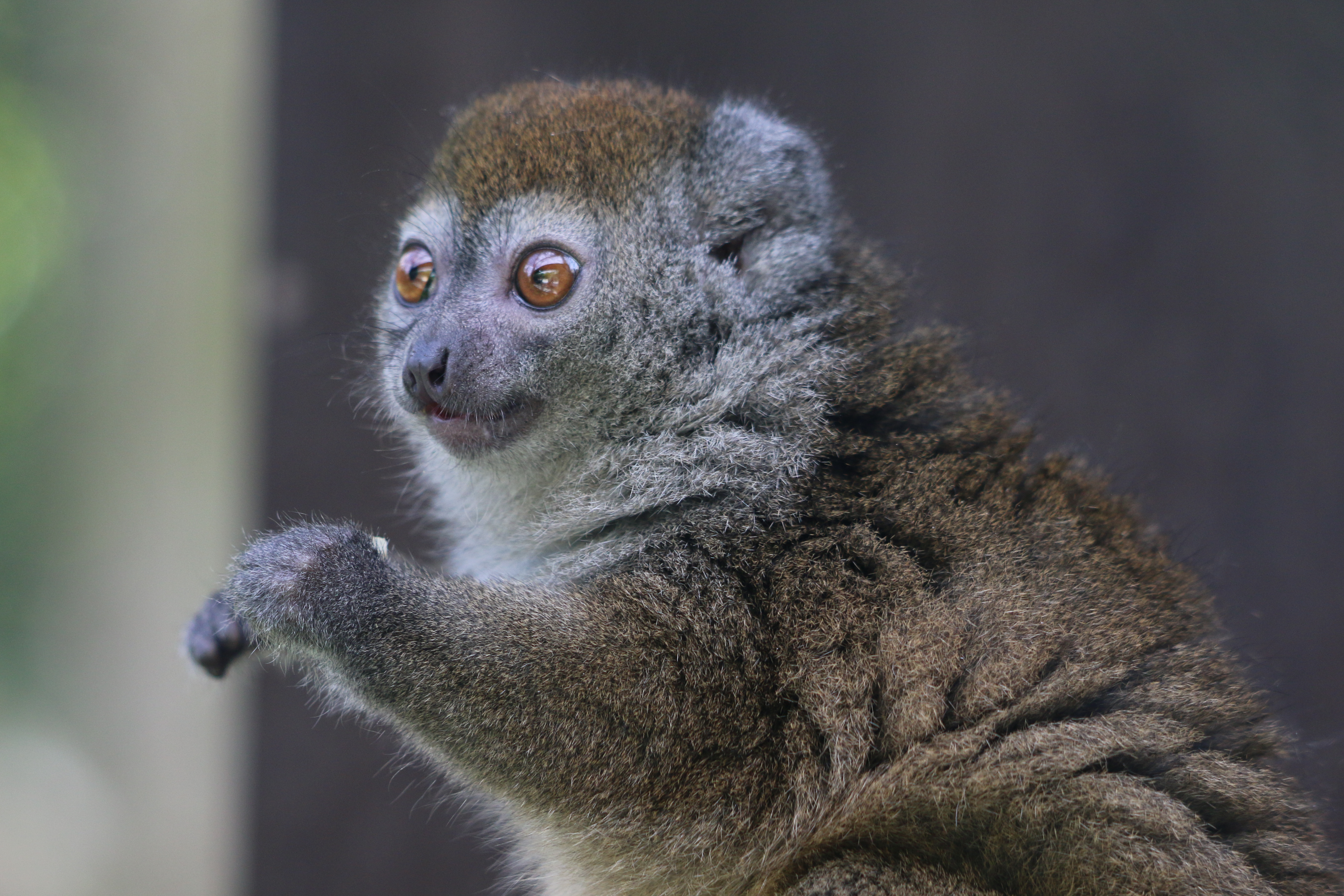
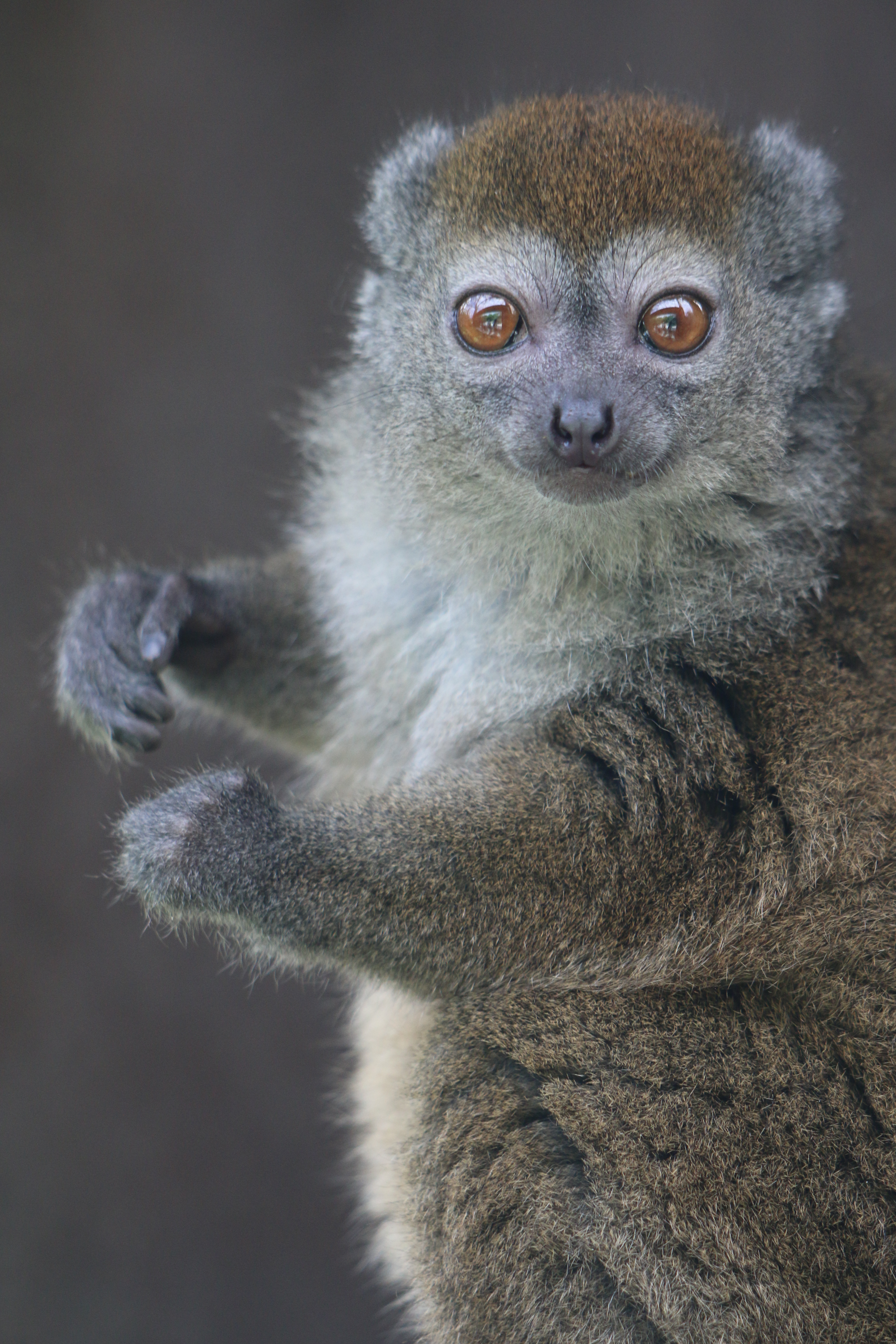
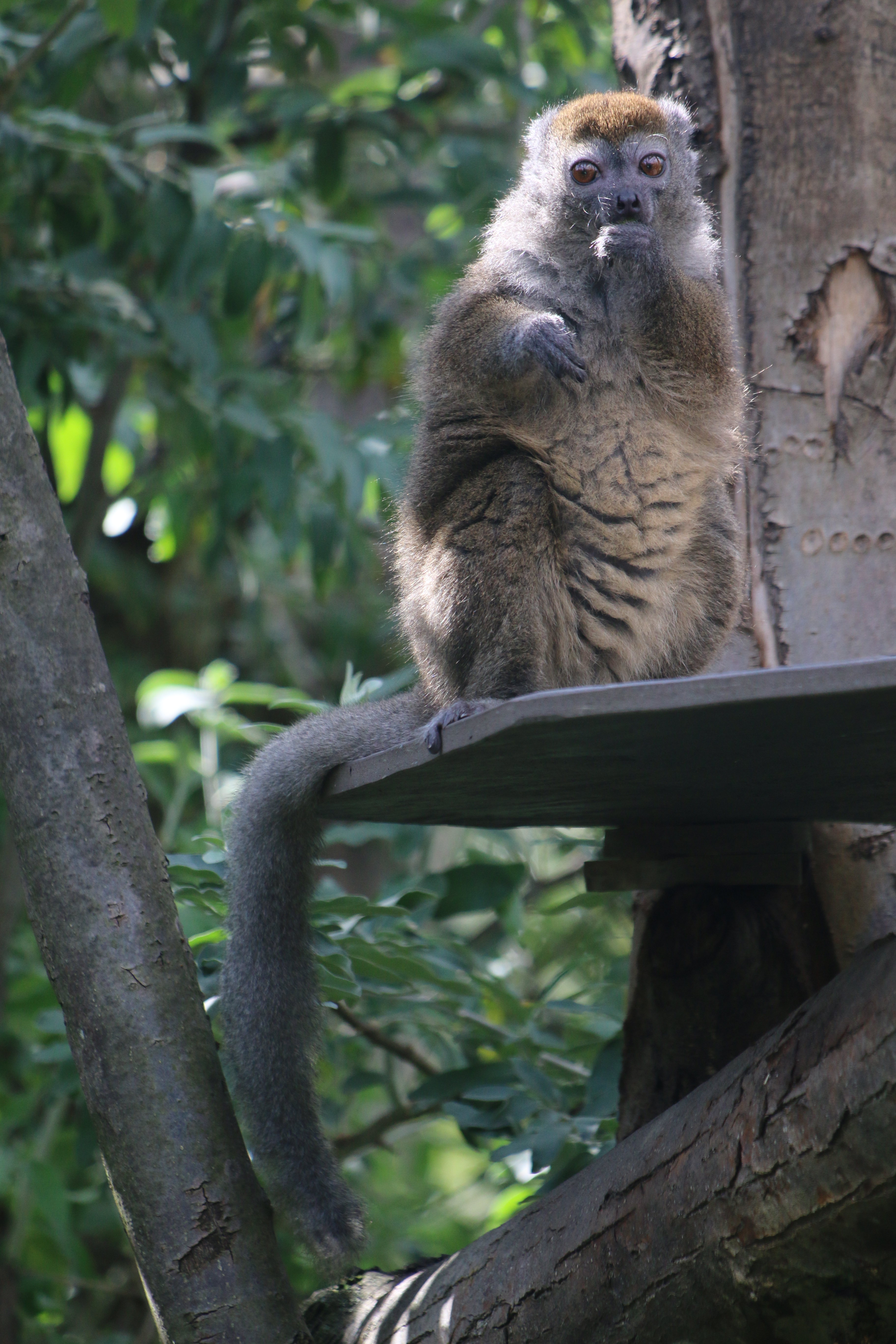
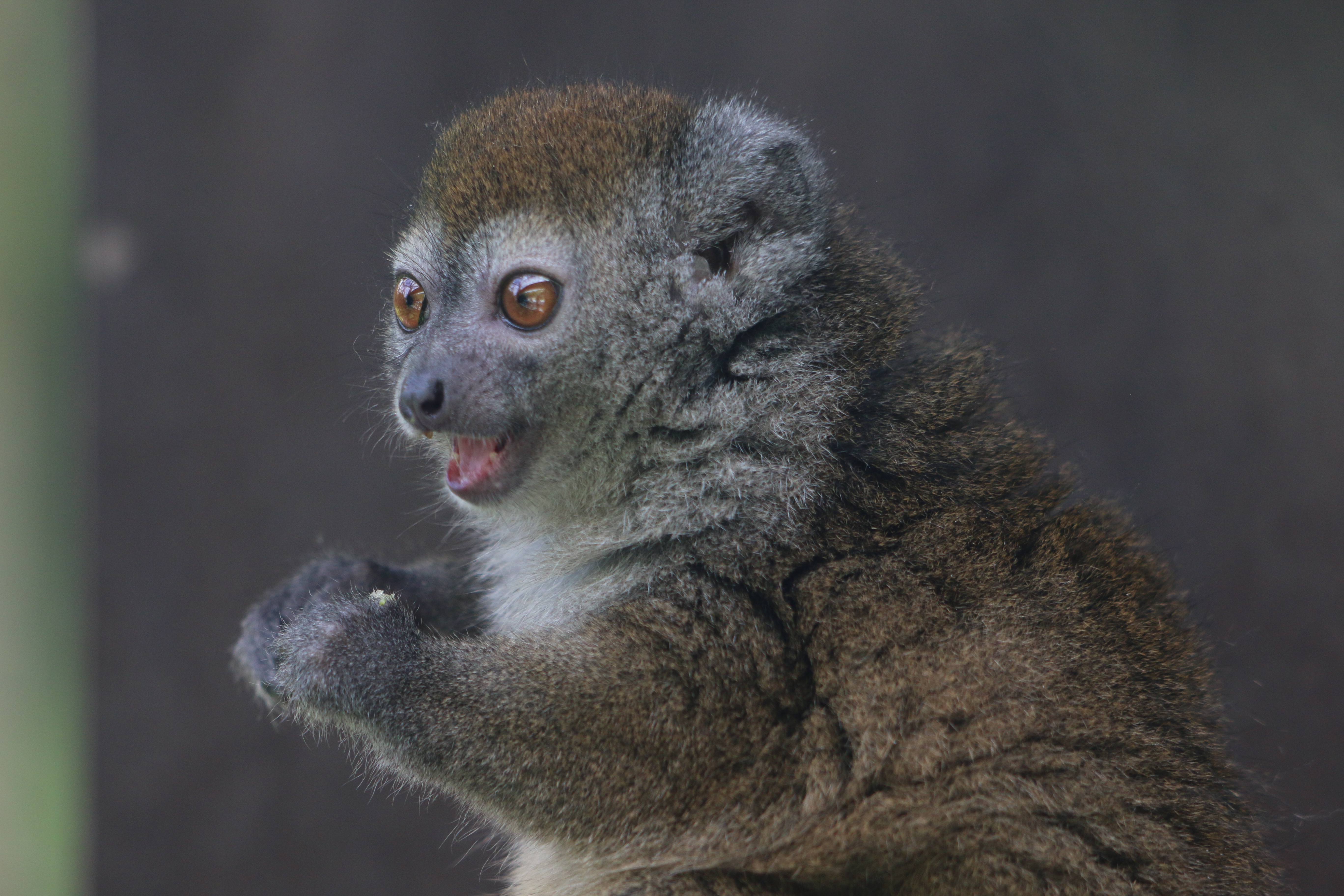
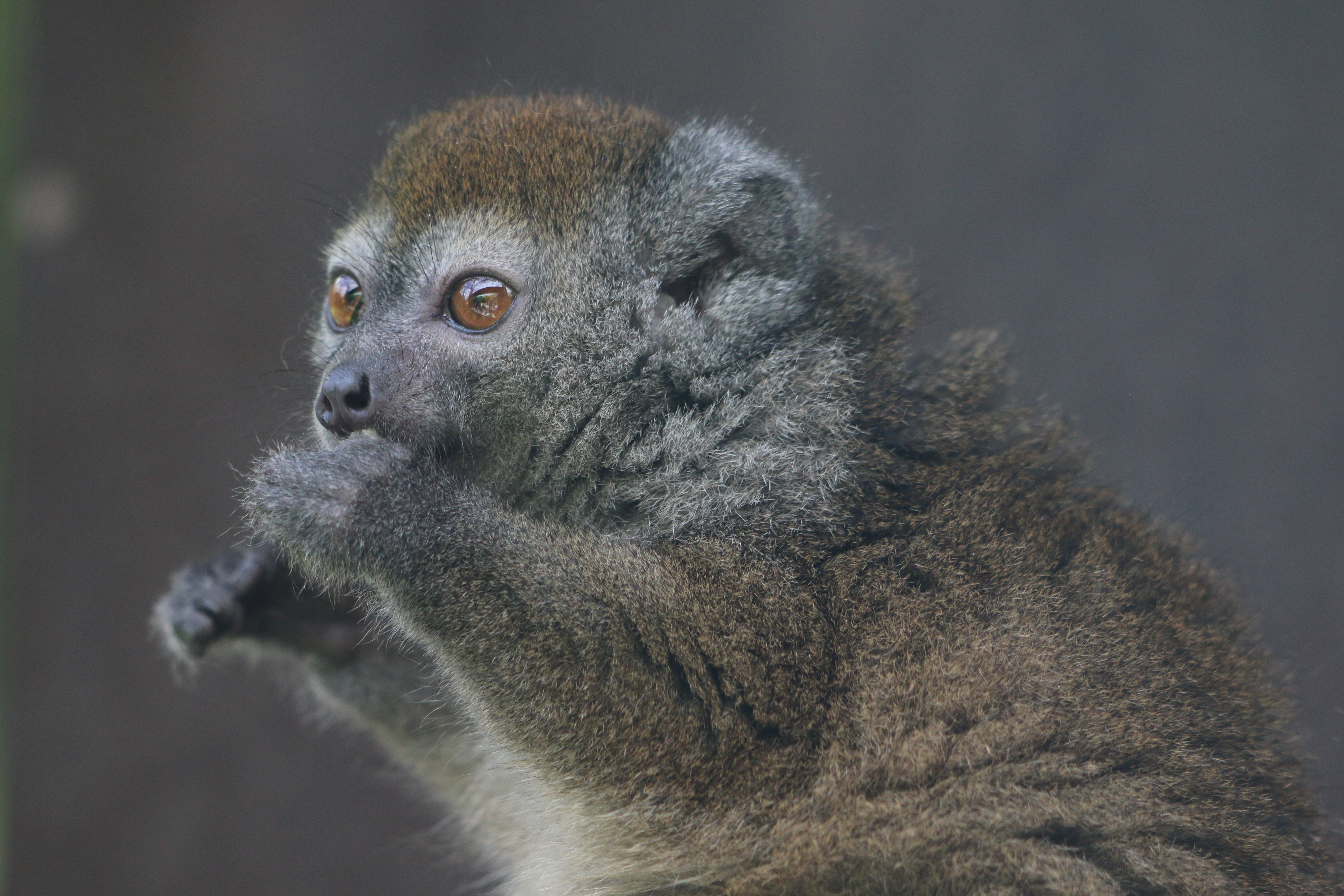